# 송곳니 (영화)
송곳니(그리스어: Κυνόδοντας, 영어: Dogtooth)는 2009년 개봉한 그리스의 드라마 영화로, 요르고스 란티모스의 《키네타》(2005)에 이은 두 번째 장편영화이다.

## 줄거리
한 부부와 성인 아들, 그리고 두 성인 딸은 울타리가 쳐진 곳에 살고 있다. 아이들은 바깥세상에 대해 전혀 모르다. 부모는 송곳니 하나를 잃어버리면 떠날 준비가 되어 있다고 말하는데, 송곳니는 차로만 안전하게 나갈 수 있다고 한다. 아이들은 뜨거운 물에 손을 담그는 것과 같은 인내심 게임을 하며 스스로를 즐겁게 한다. 울타리 너머에 오빠가 있다고 생각해서 물건을 던져주기도 한다. 부모는 좋은 행동에는 스티커를, 나쁜 행동에는 폭력을 행사한다. 아버지는 공장 직원 크리스티나에게 돈을 주고 집에 와서 아들과 성관계를 갖도록 한다. 아들이 오럴 섹스를 거부하자 화가 난 크리스티나는 큰딸에게 머리띠를 주고 오럴 섹스를 받는다. 큰딸은 머리띠를 작은딸에게 주고 어깨를 핥게 한다. 나중에 작은딸은 다시 큰딸을 핥겠다고 자청한다. 큰딸은 아무런 대가도 주지 않지만, 작은딸은 개의치 않고 다른 신체 부위를 핥는 실험을 한다. 아버지는 개 훈련소를 찾아가 개를 돌려달라고 요구한다. 훈련사는 개가 아직 훈련을 마치지 않았다는 이유로 거부하며 "동물을 원하는 건가요, 친구를 원하는 건가요?"라고 묻는다. 아이들이 정원에서 길고양이를 보고 겁에 질리자, 아들은 가지치기 가위로 고양이를 죽이다. 이 사건을 이용하기로 마음먹은 아버지는 옷을 갈기갈기 찢고 가짜 피로 온몸을 뒤덮은 후, 보이지 않는 형이 세상에서 가장 위험한 동물인 고양이에게 죽었다고 아이들에게 말한다. 고양이를 물리치기 위해 네 발로 짖는 법을 가르친 후, 가족들은 형을 추모하는 추모식을 거행한다. 크리스티나는 다시 큰딸에게 구강 성교를 요구한다. 딸은 헤어젤을 주겠다는 제안을 거부하고 가방에 있는 할리우드 VHS 테이프를 요구한다. 그녀는 몰래 영화( 록키 4 와 죠스 )를 보고 나서 장면을 재현하고 대사를 인용한다. 아버지가 테이프를 발견하자, 그중 하나로 그녀를 때리고 크리스티나의 아파트로 가서 VCR로 그녀를 때리며, 그녀의 미래 자식들이 "나쁜 영향"에 타락할 거라고 저주한다. 크리스티나가 더 이상 함께할 수 없게 되자, 부모는 아들에게 누나 중 한 명을 새로운 성관계 파트너로 선택하게 하기로 결정한다. 눈을 감고 두 누나를 애무한 후, 아들은 누나를 선택한다. 누나는 성관계 도중 불편함을 느끼고, 이후 할리우드 영화 대사처럼 오빠를 위협한다. 부모님 결혼기념일 공연 중 작은딸은 잠시 쉬려고 멈췄지만, 큰딸은 플래시 댄스 안무를 따라 추며 부모님을 방해했다. 그날 밤, 딸은 덤벨로 송곳니 하나를 부러뜨리고 아버지 차 트렁크에 숨었다. 아버지는 딸의 송곳니 조각을 발견하고 딸을 찾아 나섰지만 허사였다. 다음 날, 아버지는 차를 몰고 출근했는데, 차는 공장 밖에 방치되어 있었다.

## 캐스팅
- Christos Stergioglou - father
- Michelle Valley - mother
- Aggeliki Papoulia - older daughter
- Mary Tsoni - younger daughter
- Christos Passalis - son
- Anna Kalaitzidou - Christina